# Marko Pejovic
Marko Pejovic (Servisch: Марко Пејовић) (Cetinje, 8 september 1982) is  een voormalige handballer uit Montenegro. Hij speelde van 2010 tot 2015 bij Limburg Lions. Ook was hij actief voor het nationaal team.